# انریکو آلبرتوسی
انریکو آلبرتوسی (به ایتالیایی: Enrico Albertosi) بازیکن فوتبال و دروازه‌بان اهل ایتالیا است 

## تیم ملی
از سال ۱۹۶۱ میلادی عضو تیم ملی فوتبال ایتالیا بوده و در ۳۴ بازی ملی حضور داشته‌است.
انریکو آلبرتوسی آخرین بازی ملی خود را در سال ۱۹۷۲ میلادی انجام داد.